# 德克薩斯城
德克薩斯城是在美國德克薩斯州東部加爾維斯敦縣、加爾維斯頓灣的一個港口城市，西北距休斯頓60 km（37 mi）。其水域面積271.6平方公，佔了全市的62%。
德克薩斯城工業發展迅速，城市內有石油化學、煉錫和煉油廠。1947年這裡發生了德克薩斯城災難，這是美國歷史上最嚴重的工業事故之一。

## 外部連結
- City of Texas City （页面存档备份，存于）